# Văn Khê
Văn Khê là một xã thuộc huyện Mê Linh, thành phố Hà Nội, Việt Nam.
Xã Văn Khê có diện tích 13,42 km², dân số năm 1999 là 11.810 người, mật độ dân số đạt 880 người/km².